# Сересо, Адриана
Адриана Сересо Иглесиас  (исп. Adriana Cerezo Iglesias; род. 24 ноября 2003, Алькала-де-Энарес, Мадрид) — испанская тхэквондистка, серебряный призёр Олимпийских игр 2020 года, чемпионка Европы 2021 года.

## Биография
Адриана Сересо родилась в Алькала-де-Энарес в 24 ноября 2003 года. Тхэквандо занимается с 4 лет. В спортивную секцию её привёл, по секрету от родителей, её дедушка.

### Спортивная карьера
Соревнования среди кадетов и юниоров.
В 2016 выступала в чемпионате Испании среди кадетов и завоевала свою первую медаль, победив в турнире. В том же году Адриана участвовала в чемпионате Европы среди кадетов в Бухаресте, Румыния. В следующем году она завоёвывает при золотые медали на турнирах в США и Люксембурге и чемпионате Испании и бронзовую медаль на чемпионате Европы в Будапеште, Венгрия. В 2019 году побеждает в чемпионате Европы среди юниоров в Хельсингборге, Швеция.
Соревнования среди взрослых.
В 2020 году впервые выступает в соревнованиях среди взрослых, а в 2021 году побеждает на чемпионате Европы в Софии, Болгария.
В 2023 году на чемпионате мира, который состоялся в Баку, в категории до 49 кг, Адриана завоевала бронзовую медаль. В финальную схватку её не пустила спортсменка из Турции Мерве Динчел.

#### Олимпиада 2020
На Олимпийских играх 2020 года в Токио, Япония, завоёвывает серебряную медаль. 
Таким образом Сересо выиграла третью медаль подряд на Олимпийских играх в Испании по женскому тхэквондо после серебра, которое выиграла Ягуэ Бригитте в Лондоне в 2012 году и д'Эва Кальво Гомес в Рио. 2016